# Hamlin (Nyugat-Virginia)
Hamlin település az Amerikai Egyesült Államok Nyugat-Virginia államában, Lincoln megyében, melynek megyeszékhelye is. Lakosainak száma 1039 fő (2020. április 1.).

## Népesség
A település népességének változása:

| 2010 | 1 142 |
| 2020 | 1 039 |